# TNFRSF12A
TNFRSF12A (англ. TNF receptor superfamily member 12A) – білок, який кодується однойменним геном, розташованим у людей на короткому плечі 16-ї хромосоми. Довжина поліпептидного ланцюга білка становить 129 амінокислот, а молекулярна маса — 13 911.
| 10         |  | 20         |  | 30         |  | 40         |  | 50         |
| ---------- |  | ---------- |  | ---------- |  | ---------- |  | ---------- |
| MARGSLRRLL |  | RLLVLGLWLA |  | LLRSVAGEQA |  | PGTAPCSRGS |  | SWSADLDKCM |
| DCASCRARPH |  | SDFCLGCAAA |  | PPAPFRLLWP |  | ILGGALSLTF |  | VLGLLSGFLV |
| WRRCRRREKF |  | TTPIEETGGE |  | GCPAVALIQ  |  |            |  |            |

A: Аланін

C: Цистеїн

D: Аспарагінова кислота

E: Глутамінова кислота

F: Фенілаланін

G: Гліцин

H: Гістидин

I: Ізолейцин

K: Лізин

L: Лейцин

M: Метіонін

P: Пролін

Q: Глутамін

R: Аргінін

S: Серин

T: Треонін

V: Валін

Кодований геном білок за функціями належить до рецепторів, білків розвитку. 
Задіяний у таких біологічних процесах, як апоптоз, клітинна адгезія, ангіогенез, диференціація клітин, альтернативний сплайсинг. 
Локалізований у мембрані.